# Степанов, Владимир Алексеевич (спортсмен)
Степанов, Владимир Алексеевич (22 июля 1958, Копейск, Челябинская область, СССР) — армрестлер, один из сильнейших российских рукоборцев старше 60 лет (Senior Grand Master), многократный чемпион России, Европы и Мира среди ветеранов в весовой категории до 100 кг. С 1997 года тренировался в городе Нижний Тагил Свердловской области. С 2002 по 2019 год проводил спортивную подготовку в Екатеринбурге под руководством тренера Ивана Ивановича Гетманского, заслуженного работника физической культуры Российской Федерации, старшего преподавателя, доцента кафедры физического воспитания Уральского государственного университета путей сообщения и состоял в составе сборных России и Свердловской области по армспорту. Ветеран таможенной службы.

## Биография
Владимир Алексеевич Степанов родился 22 июля 1958 года в городе Копейск Челябинской области в семье Алексея Никитича Степанова (1915—1981) и Веры Николаевны Степановой (Брычевой) (1919—2008).
В 1977 году получил среднее профессиональное образование в Челябинском техникуме железнодорожного транспорта по специальности «Автоматика и телемеханика на железнодорожном транспорте».
С 1977 по 1983 год обучался в Уральском электромеханическом институте инженеров железнодорожного транспорта; при этом увлекался тяжёлой атлетикой, был кандидатом в мастера спорта СССР в полутяжёлой весовой категории до 90 кг (тренер — Николай Трофимович Гусельников). После окончания института по специальности «инженер путей сообщения по эксплуатации железных дорог», с 1983 по 1986 год Владимир Степанов работал по распределению в системе Министерства путей сообщения СССР, трудился в должности дежурного по станции (парку) Целиноград, а также занимал должность поездного диспетчера и был заместителем начальника по оперативной работе железнодорожной станции Новоишимская (Кокчетавская область, Казахская ССР), Кокчетавского отделения Целинной железной дороги.
20 февраля 1986 года, работая в должности поездного диспетчера Петропавловского участка Кокчетавского отделения Целинной железной дороги Владимир Степанов участвовал в пропуске, на тот период, самого длинного и тяжёлого грузового поезда в мире, из Экибастуза на Урал.
В августе 1986 года Владимир Степанов прибыл в город Нижний Тагил Свердловской области, являющимся родным городом членов его семьи, после трёх лет работы в Казахстане и до 26 ноября 1990 года занимал различные должности в транспортных организациях этого города. Работал начальником транспортного цеха завода железобетонных изделий № 2 Нижнетагильского домостроительного комбината и ведущим инженером Нижнетагильского транспортно-экспедиционного предприятия.
В январе-феврале 1996 года, используя методику диетологии по раздельному питанию, за один месяц снизил собственный вес на 22 кг, в сентябре 2012 года на чемпионате мира в Бразилии (Сан Висенте), применяя Аэробные и другие Физические упражнения, в целях попадания в свою весовую категорию, сбросил около 7 кг за три дня до начала взвешивания.
С 1996 по 1999 год обучался по очно-заочной форме в Российской таможенной академии Федеральной таможенной службы (ФТС) России (Люберцы, Московская область), которую закончил с красным дипломом по специальности «Менеджер таможенного дела». В период с 1990 по 2006 год проходил службу в таможенных органах Уральского таможенного управления (УТУ) ФТС России, пройдя путь от инспектора Нижнетагильского таможенного поста Свердловской таможни до заместителя начальника Нижнетагильской и Екатеринбургской таможен, завершив таможенную службу в должности начальника отдела УТУ ФТС России по подготовке кадров в специальном звании полковника. Во время службы принимал участие в организации строительства и сдаче в эксплуатацию служебно-производственных зданий Нижнетагильской и Екатеринбургской таможен.
С 2007 по 2023 год Владимир Алексеевич Степанов являлся государственным служащим Уральского межрегионального территориального управления по надзору за ядерной и радиационной безопасностью Федеральной службы по экологическому, технологическому и атомному надзору (Ростехнадзор).
В 2022 году прошёл переподготовку и защитил диплом в Екатеринбургском институте физической культуры (филиал) Федерального государственного бюджетного образовательного учреждения высшего образования: "Уральский государственный университет физической культуры" (переподготовка на факультете повышения квалификации по программе дополнительного образования "Физкультурно-оздоровительная и культурно-массовая работа с населением")
С сентября 2023 по настоящее время работает дежурным по охраняемому объекту филиала отряда №21 ФКУ "ГУ"ВО Минфина России"

## Спортивные достижения
2001 год:

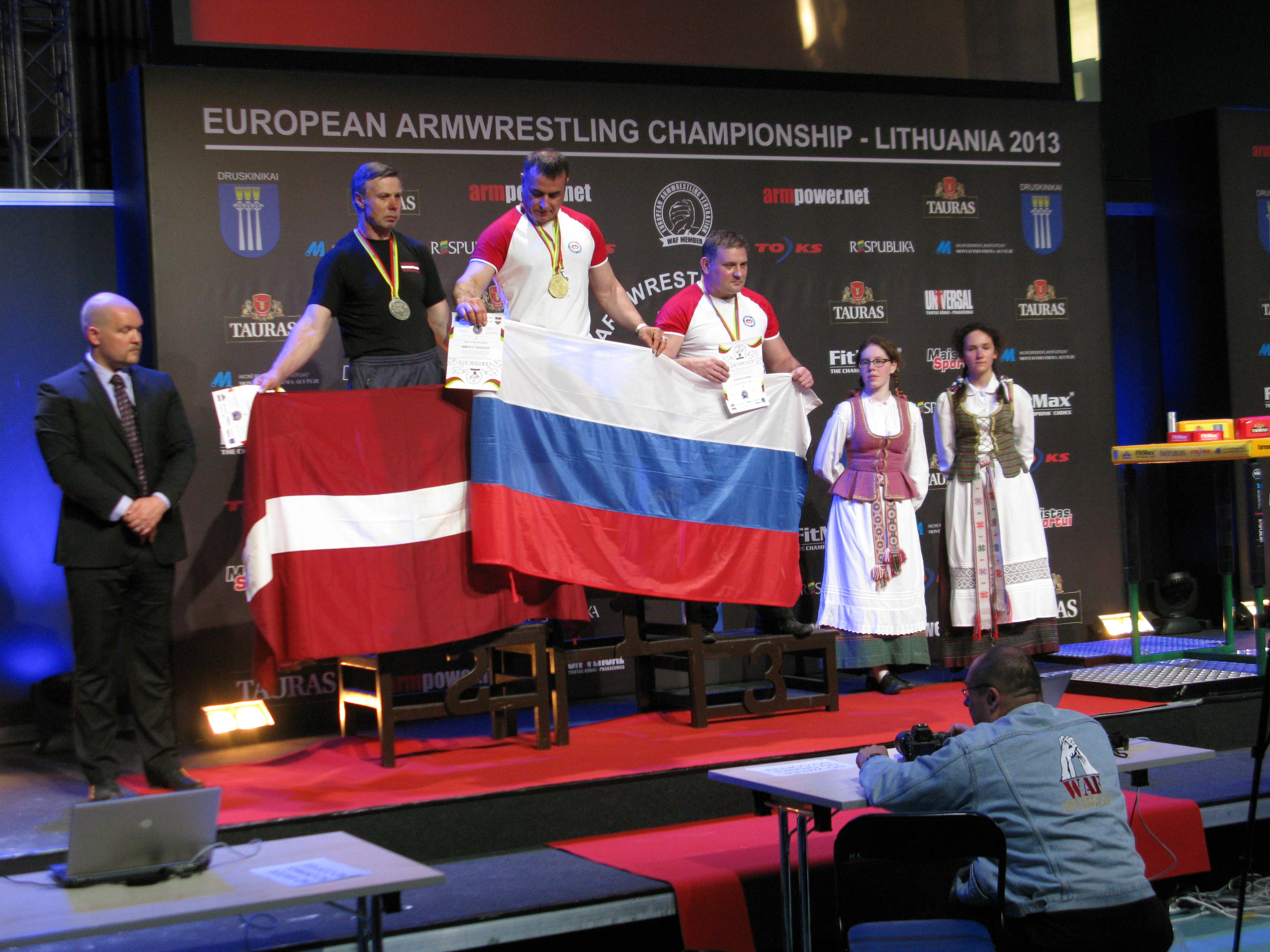
XXIII чемпионат Европы по армспорту, Литва 2013 год

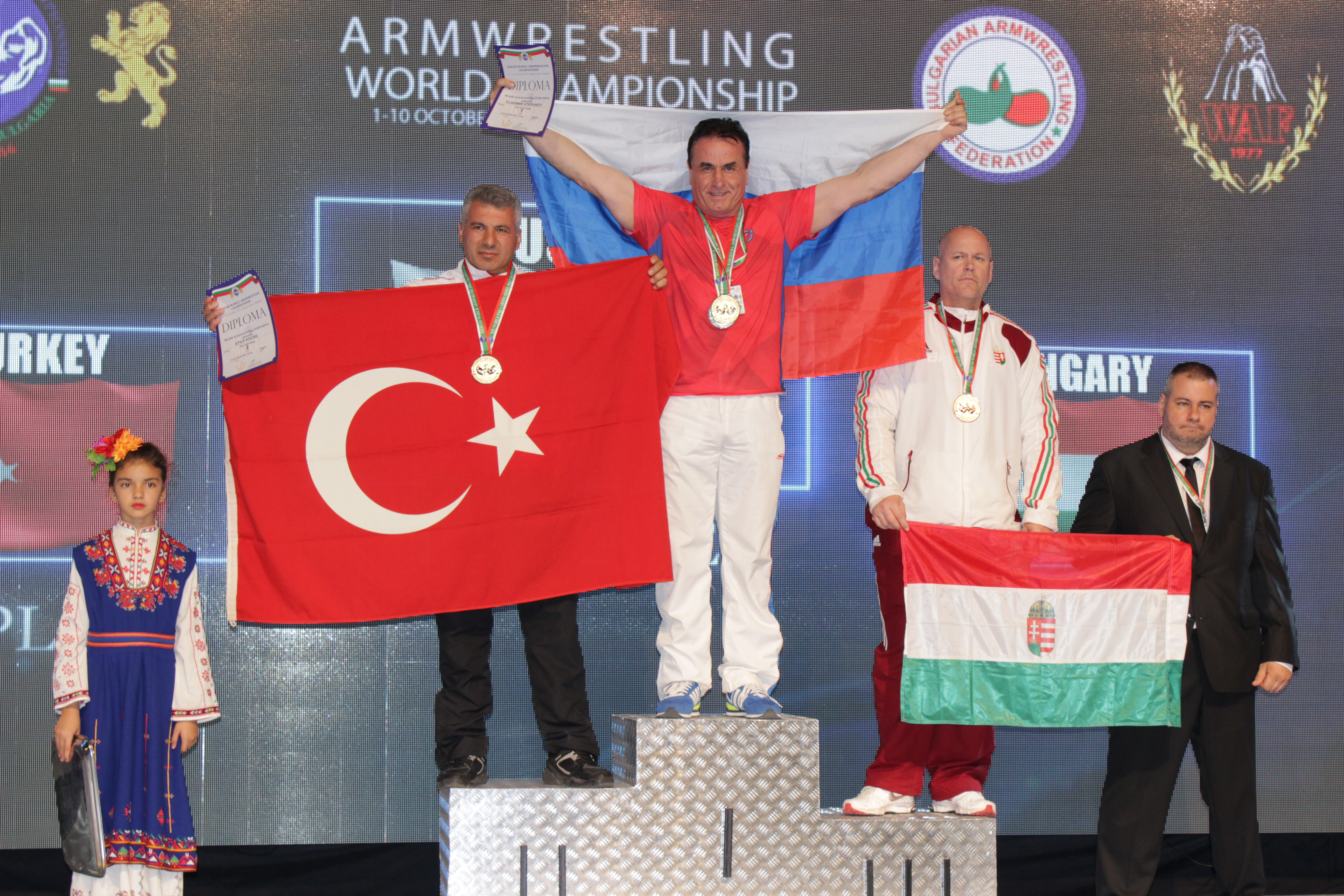
XXXVIII чемпионат Мира по армспорту, Болгария 2016 год

- IX Всемирные игры среди сотрудников правоохранительных органов, США (Индианаполис) — второе место в борьбе правой рукой, в весовой категории свыше 102 кг master-class.

2002 год:
- XI чемпионат России по армспорту (Казань) — четвёртое место в сумме двоеборья (двоеборье), левая рука — 2 место, правая рука — 4 место в категории свыше 95 кг master class;

2003 год:
- X Всемирные игры среди сотрудников правоохранительных органов, Испания (Барселона) — серебряная медаль в борьбе правой рукой, в весовой категории до 113 кг master-class.

2004 год:
- XIII чемпионат России по армспорту (Москва) — серебряная медаль в двоеборье (левая и правая рука), в весовой категории свыше 95 кг master-class.

2005 год:
- XI Всемирные игры среди сотрудников правоохранительных органов, Канада (Квебек) — первое место[1] в борьбе правой рукой, в весовой категории до 113 кг master-class.

2009 год:
- XXXI чемпионат мира по армспорту (Порто-Виро, Италия) — третье место[2]. в борьбе правой рукой, в весовой категории свыше 90 кг grand-master class.

2010 год:
- XIX чемпионат России по армспорту (Москва) — золотая медаль в сумме двоеборья, в категории свыше 90 кг grand-master class;
- XX чемпионат Европы по армспорту (Москва) — две бронзовые медали в двоеборье, в весовой категории свыше 90 кг grand-master class;
- XXXII чемпионат мира по армспорту (Лас-Вегас, США) — золотая медаль[3] в борьбе левой рукой, 4 место[4] в борьбе правой рукой, в весовой категории до 100 кг grand-master class.

2011 год:

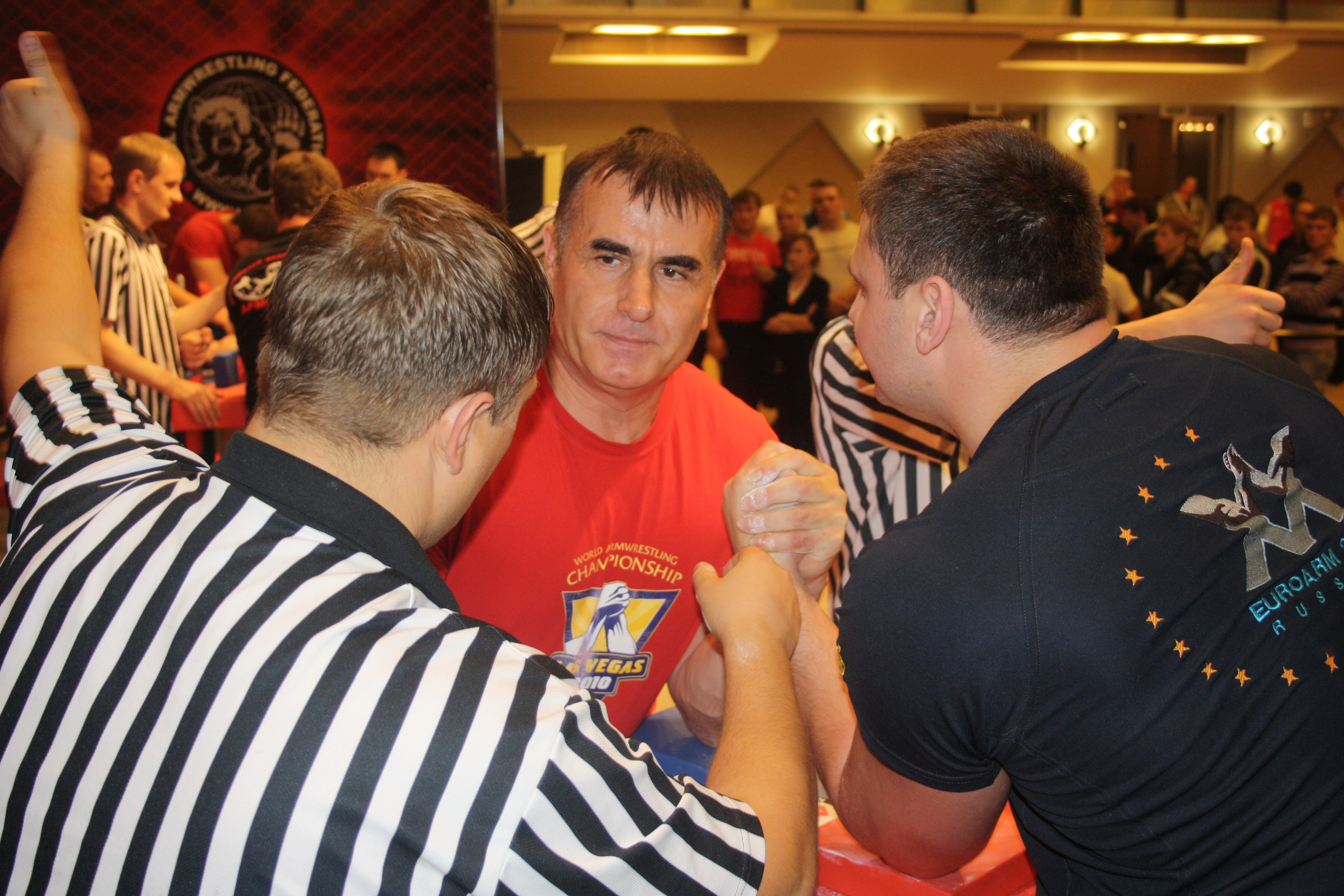
В ожидании старта на «Золотом тигре 5» (Екатеринбург, 2011)

- XX чемпионат по армспорту России (Москва) — первое место в сумме двоеборья в категории grand-master class до 100 кг, серебряная и бронзовая медаль в двоеборье в категории master-class до 100 кг;
- XXI чемпионат Европы по армспорту (Анталия, Турция) — золотая и серебряная медали[5] в двоеборье, в весовой категории до 100 кг grand-master class;
- XXXIII чемпионат мира по армспорту (Алма-Ата, Казахстан) — две золотые медали[6][7] в двоеборье, в весовой категории до 100 кг grand-master class.

2012 год:
- XXI чемпионат России по армспорту (Москва) — золотая медаль в сумме двоеборья, в весовой категории до 100 кг grand-master class;
- XXII чемпионат Европы по армспорту (Гданьск, Польша) — две золотые медали в двоеборье[8], в весовой категории до 100 кг grand-master class;
- XXXIV чемпионат мира по армспорту (Сан Висенте, Бразилия) — золотая[9] и бронзовая[10] медали в двоеборье, в весовой категории до 100 кг grand-master class.
- На кубке мира по армлифтингу проходившем в рамках Кубка Урала «Золотой тигр 6» (Екатеринбург, Россия, 7 октября), занял первое место среди мужчин в весовой категории до 100 кг, подняв снаряд весом 98 кг и выполнил норматив МСМК.

2013 год:
- XXII чемпионат России по армспорту (Раменское) — две золотые медали[11](левая и правая рука), в весовой категории до 100 кг grand-master class;
- XXIII чемпионат Европы по армспорту (Друскининкай, Литва) — золотая медаль[12] в борьбе левой рукой, 6-е место в борьбе правой рукой, в весовой категории до 100 кг grand-master class.
- XXXV чемпионат мира по армспорту (Гдыня, Польша) — золотая медаль[13] в борьбе левой рукой, и бронзовая медали в борьбе правой рукой, в весовой категории до 100 кг grand-master class.

2014 год:
- XXIII чемпионат России по армспорту (Раменское) — первое место в сумме двоеборья[14], в весовой категории до 100 кг grand-master class;
- XXIV чемпионат Европы по армспорту (Баку, Азербайджан) — бронзовая медаль[15] в борьбе левой рукой, бронзовая медаль в борьбе правой рукой, в весовой категории до 100 кг grand-master class.
- XXXVI чемпионат мира по армспорту, Литва (Вильнюс) — 6 место[16] в борьбе правой рукой, в весовой категории до 100 кг grand-master class.

2015 год:
- XXIV чемпионат России по армспорту (Раменское) — золотая медаль[17] в борьбе левой рукой, в весовой категории до 100 кг grand-master class;
- XXXVII чемпионат мира по армспорту (Куала Лумпур, Малайзия) — бронзовая медаль[18] в борьбе левой рукой, 6 место в борьбе правой рукой, в весовой категории до 100 кг grand-master class.
- Кубок Урала по силовым видам спорта «Золотой тигр IX», Россия (Екатеринбург) — первое место в абсолютной весовой категории среди ветеранов мастер и гранд мастер.
- Чемпионат Уральского федерального округа по армспорту, Россия (Екатеринбург) — пятое место[19] в абсолютной весовой категории среди ветеранов мастер и гранд мастер.

2016 год:
- XXV чемпионат России по армспорту (Раменское) — первое место[20] в сумме двоеборья, в весовой категории до 100 кг grand-master class;
- XXXVIII чемпионат мира по армспорту (Благоевград, Болгария) — золотая медаль[21] в борьбе правой рукой, серебряная медаль в борьбе левой рукой, в весовой категории до 100 кг grand-master class.

2018 год:
- XXVII чемпионат России по армспорту (Протвино) — золотые медали[22] в борьбе левой и правой рукой в весовой категории до 100 кг grand-master class, senior grand-master class;
- XXVIII чемпионат Европы по армспорту (София, Болгария) — золотая медаль[23] в борьбе левой рукой в весовой категории до 100 кг, senior grand-master class;
- XL чемпионат мира по армспорту (Анталия, Турция) — золотая медаль[24] в борьбе левой рукой в весовой категории до 100 кг senior grand-master class.

2019 год:
- XXVIII чемпионат России по армрестлингу (Екатеринбург) — золотые и бронзовые медали[25] в борьбе левой и правой рукой в весовой категории до 100 кг senior grand-master class, grand-master class.
- XXIX чемпионат Европы по армспорту (Лутраки, Греция) — золотые медали[26] в борьбе левой и правой рукой в весовой категории до 100 кг, senior grand-master class;
- XLI чемпионат мира по армспорту (Констанца, Румыния) — золотые медали[27] в борьбе левой и правой рукой в весовой категории до 100 кг, senior grand-master class.
- Лишен золотых медалей на Чемпионате мира по армрестлингу в Румынии за нарушение антидопинговых правил.

2025 год:
- Чемпионат Свердловской области по армрестлингу (Екатеринбург 30-03-2025) - занял второе место в сумме двоеборья в категории master class и весовой категории свыше 85кг.
- XXXIV чемпионат России по армрестлингу (Орёл) — золотые медали[28] в борьбе левой и правой рукой в весовой категории до 100 кг senior grand-master class, первое место в сумме двоеборья

Примечание: С 1998 по 2023 год Владимир Степанов являлся многократным чемпионом  Свердловской областной организации ОГО ВФСО «Динамо» и проводил специальную подготовку для участия в региональных, всероссийских и международных соревнованиях, которые ежегодно проходили согласно календарного плана Федерации армрестлинга России, в соответствии с положением утверждённым Министерством спорта Российской Федерации.

## Личная жизнь
Супруга — Татьяна Григорьевна Степанова (Острищенко), 12 января 1961 г. р. Сын — Алексей Владимирович Степанов, 3 февраля 1982 г. р.. Дочь — Яна Владимировна Степанова, 18 января 1991 г. р.

## Награды
- Награждён медалью за службу в таможенных органах РФ.
- Награждён нагрудным знаком за развитие спорта в таможенных органах РФ.
- Награждён почётной грамотой Ростехнадзора.
- Награждён дипломами ФАР как лучший спортсмен России 2013, 2019 годов в категории ветеранов свыше 50 и 60 лет соответственно[30].
- Награждён почётной грамотой Министерства спорта Свердловской области за большой вклад в развитие физической культуры и спорта, пропаганду здорового образа жизни среди населения Свердловской области и в связи с 90-летием со дня образования общества «Динамо»[31].
- Объявлена благодарность полномочного представителя Президента РФ в УрФО за достигнутые результаты служебной деятельности, высокий профессионализм, значительный личный вклад в обеспечение защиты экономических интересов РФ и в связи с 30-летием со дня образования Уральского таможенного управления. (Распоряжение от 20.02.2023 № А54-27р)